# Беэр, Сергей Алексеевич
Сергей Алексеевич Беэр (19 июля 1941 года, Москва — 18 сентября 2014 года, там же) — советский и российский биолог, паразитолог, доктор биологических наук, профессор, лауреат премии имени К. И. Скрябина (2008). Один из авторов научного открытия паразитарного загрязнения в урбанизированных экосистемах (1994).

## Биография
Родился 19 июля 1941 года в Москве.
В 1964 году — окончил биологический факультет Московского государственного педагогического института им. В. И. Ленина.
С 1965 по 1994 годы — работал в Институте медицинской паразитологии и тропической медицины (ИМПиТМ) имени Е. И. Марциновского, пройдя путь от младшего научного сотрудника до заведующего отделением экологии и биологии гельминтов. Научную деятельность начал как арахнолог, опубликовав ряд статей (по фауне Московской и Мурманской областей) и консультируя затем по этим вопросам других учёных.
В 1983 году — защитил докторскую диссертацию.
В 1991 году — присвоено учёное звание профессора.
С 1994 года и до последних дней работал в Центре паразитологии Института проблем экологии и эволюции имени А. Н. Северцова РАН (ИПЭЭ РАН) (ранее Институт паразитологии РАН (ИНПА РАН), а ещё ранее — Гельминтологическая лаборатория АН СССР (ГЕЛАН), созданная академиком К. И. Скрябиным).
В 1995 году — избран академиком РАЕН.
С 2001 по 2011 год — возглавлял Лабораторию экологических проблем паразитологии.
Умер 18 сентября 2014 года в Москве.

## Семья
1-й брак (с 1964 года) — кандидат биологических наук, эколог Татьяна Лазаревна Беэр (урождённая Винберг, 1939—2007), племянница правоведа-криминалиста А. И. Винберга.
Дети — Анна (род. 1968) и Алексей (род. 1972).
Антон (род.1976) — сын от второго брака. Биолог, кандидат наук (2005 г.).

## Научная деятельность
Теоретическая и прикладная общая и медицинская паразитология.
В 1992 году, в период резкого обострения ситуации по церкариозу в Москве, С. А. Беэр осуществил экспериментальное самозаражение «с целью установления возможности, скорости и интенсивности внедрения в кожу церкарий шистосоматид в Московских водоемах, последующего анализа изменений ряда биохимических параметров крови и получения сывороток крови (в динамике) для последующей разработки иммунодиагностической тест-системы».
В соавторстве обоснована закономерность формирования паразитарного загрязнения среды в урбанизированных экосистемах. Получен диплом на открытие № 118, выданный Международной ассоциацией авторов научных открытий. Открытие опубликовано в сборнике научных открытий Мѕ С-Пб. 2000. С. 22-26 (М. Д. Сонин, С. А. Беэр, В. А. Ройтман).

## Общественная деятельность
- академик-секретарь отделения эпидемиологии и паразитологии РАЕН;
- член Бюро биомедицинской секции РАЕН;
- вице-президент Российского паразитологического общества РАН;
- член Бюро Научного совета по проблемам паразитологии при отделении общей биологии РАН;
- член Президиума Всероссийского общества гельминтологов им. К. И. Скрябина.
- член редколлегии журнала «Медицинская паразитология и паразитарные болезни».

## Награды
- Премия имени К. И. Скрябина (2008) — за серию работ «Церкариозы в урбанизированных экосистемах».

В представленной серии работ доктора биологических наук Беэра С. А. впервые в мире даны сведения практически по всем аспектам проблемы церкариозов: систематике ряда видов шистосоматид; биологии всех стадий их развития (прежде всего опасной для человека личиночной стадии — церкарии); экологическим особенностям инвазированности хозяев; патогенезу и патологии церкариозов; вопросам их очаговости; распространению в урбанизированных экосистемах России и многих других стран. Автором сделан вывод о том, что церкариозы относятся к тем паразитарным заболеваниям, ухудшение регионального состояния по которым идет быстрыми темпами и теснейшим образом связано с негативными процессами, протекающими в окружающей среде при воздействии антропогенных факторов…
— Электронное издание «Наука и технологии России»

## Основные труды
- Беэр С. А., Белякова Ю. В., Сидоров Е. Г. Методы изучения промежуточных хозяев возбудителя описторхоза / АН КазССР, Ин-т зоологии. — Алма-Ата: Наука КазССР, 1987. — 88 с.
- Беэр С. А. и др. Описторхоз : теория и практика / С. А. Беэр, Ю. А. Бочков, А. М. Бронштейн и др.; Под ред. В. П. Сергиева, С. А. Беэра; ВНИИ гельминтологии им. К. И. Скрябина, Всесоюз. о-во гельминтологов им. К. И. Скрябина АН СССР, Ин-т мед. паразитологии и тропич. медицины им. Е. И. Марциновского. — М., 1989. — 200 с.
- Беэр С. А. Биология возбудителя описторхоза. — М.: Т-во научных изданий КМК, 2005. — 336 с. — 500 экз. — ISBN 5-87317-204-8.
- Беэр С. А., Воронин М. В. Церкариозы в урбанизированных экосистемах. — М.: Наука, 2007. — 240 с. — ISBN 5-02-035654-9.
- Ройтман В. А., Беэр С. А. Паразитизм как форма симбиотических отношений / Отв. ред. С. О. Мовсесян; Рец.: М. Д. Сонин, В. П. Сергиев. — М.: Т-во научных изданий КМК, 2008. — 312 с. — 800 экз. — ISBN 978-5-87317-416-4. Рецензия
- Беэр С. А., Воронин М. В. Биология возбудителей шистосомозов / Отв. ред. С. О. Мовсесян. — М.: Т-во научных изданий КМК, 2011. — 200 с. — 400 экз. — ISBN 978-5-87317-697-7.
- Sergey Be’er, Mikhail Voronin and Vladimir Sergiev. Essays on Parasitism (недоступная ссылка). — М.: LAP Lambert Academic Publishing, 2013. — 528 с.

Диссертации
- Беэр С. А. Генезис и структура ареала Bithynia leachi (Shepard) первого промежуточного хозяина описторхисов и экспериментальное изучение некоторых препаратов, токсичных для этих моллюсков : Автореф. дис. … кандидата биологических наук. (0.3, 107) / Всесоюз. акад. с.-х. наук им. В. И. Ленина. Всесоюз. ин-т гельминтологии им. К. И. Скрябина. — Москва : [б. и.], 1970. — 29 с.
- Беэр С. А. Экологические основы профилактики описторхоза: Автореф. дис. … д-ра биол. наук. М., 1982. — 50 с.

Избранные статьи
- Беэр С. А., Королёва В. М., Лифшиц А. В. Определение возраста Bithynia leachi (Mollusca, Gastropoda) // Зоологический журнал. 1969. Т. 48, вып. 9. С. 1401—1404.
- Беэр С. А., Фёдорова С. П., Побрус Ю. Н. Особенности эпидемиологии описторхоза в Сургутском районе Тюменской области // Медицинская паразитология и паразитарные болезни. 1971. Т. 40, вып. 4. С. 447—453.
- Беэр С. А. К вопросу о локальном распространении биотопов моллюсков Bithynia leachi subsp. inflata — первых промежуточных хозяев описторхисов в Обской пойме // Проблемы общей и прикладной гельминтологии: Сборник статей / Отв. ред. В. Г. Гагарин; АН СССР. Всесоюз. о-во гельминтологов. — М.: Наука, 1973. — С. 186—190. — 400 с.
- Беэр С. А., Макеева В. М. Положение в системе и изменчивость битиний (Gastropoda) Западной Сибири // Зоологический журнал. 1973. Т. 52, вып. 5. С. 668—675.
- Завойкин В. Д., Беэр С. А., Фирсова Р. А. Некоторые вопросы эпидемиологии описторхоза на севере Томской области // Медицинская паразитология и паразитарные болезни. 1973. Т. 42, вып. 6. С. 716—721.
- Беэр С. А. Биологические аспекты проблемы описторхоза // Паразитология. 1977. Т. 11. № 4. С. 289—299.
- Беэр С. А. Описторхоз // Гельминтозы человека: Эпидемиология и борьба / Ф. Ф. Сопрунов, Е. С. Шульман, Е. С. Лейкина и др.; Под ред. Ф. Ф. Сопрунова (СССР—СРВ). — М.: Медицина, 1985. — С. 102—119. — 368 с. — 9000 экз.
- Беэр С. А., Герман С. М. Экологические предпосылки обострения ситуации по церкариозам в городах России (на примере Московского региона) // Паразитология. 1993. Т. 27. № 6. С. 441—449.
- Беэр С. А. Паразитизм // Природа. 1996. № 12. — С. 19-26.
- Беэр С. А. Паразитологический мониторинг в России (основы концепции) // Паразитология. 1996. № 1. С. 3-8.
- Сонин М. Д., Беэр С. А., Ройтман В. А. Паразитарные системы в условиях антропопрессии (проблемы паразитарного загрязнения) // Паразитология. 1997. Т. 31. № 5. С. 452—457.
- Беэр С. А., Булат С. А. Исследование полиморфизма геномной ДНК трематод в разных фазах развития // Паразитология. 1998. Т. 32. № 3. С. 213—220.
- Беэр С. А. Теоретическая паразитология, как её понимать, что входит в её задачи? (недоступная ссылка) // Современные проблемы зоологии, экологии и паразитологии. 2-е чтения памяти С. С. Шульмана. Калининград. — М.: Институт паразитологии РАН. — 59 с.
- Беэр С. А. Церкариозы — как новая медико-экологическая проблема городов // РЭТ-Инфо. 2001. № 2.
- Беэр С. А. Паразитизм и проблема биоразнообразия // Теоретические и прикладные проблемы паразитологии / Отв. ред. С. А. Беэр / Тр. Ин-та паразитологии. Т. 43. М.: Наука, 2002. С. 25-36.
- Беэр С. А., Воронин М. В. Динамика ситуации по церкариозу в Москве // Медицинская паразитология и паразитарные болезни. 2014. № 1. С. 42-43.